# Могучев, Всеволод Вячеславович
Все́волод Вячесла́вович Могу́чев (род. 31 июля 1988, Свердловск) — российский гражданский и православный активист и блогер-ютубер; в ранние годы — праворадикальный националист.
Выступал в качестве «пресс-секретаря» и пиар-менеджера скандально известного своим отлучением от Русской православной церкви схимонаха Сергия (Романова) и женского монастыря в честь иконы Пресвятой Богородицы «Спорительница хлебов».

## Биография
Родился 31 июля 1988 года в Свердловске. Учился в школах № 66 и № 114 Екатеринбурга. Учился в Уральском государственном колледже имени И. И. Ползунова и в Уральском филиале Российского экономического университета имени Г. В. Плеханова.

### Общественно-политическая деятельность
В 2008 году являлся главой филиала националистического объединения «Движение против нелегальной иммиграции» (ДПНИ-Екатеринбург), ставившего целью борьбу с нелегальной иммиграцией в Россию и признанного экстремистским в 2011 году, и екатеринбургского отделения незарегистрированной Партии защиты российской конституции «Русь», одновременно являясь лидером региональной дружины пропрезидентского движения «Наши». Обосновывал это идеологическое противоречие тем, что наличие у «Наших» такой структуры, как «Добровольная молодёжная дружина», позволило ему легализовать собственную бригаду скинхедов, превратив их в активистов этого движения, и что можно было осваивать бюджет «Наших». Провёл два «русских марша» в городе. Имеет диплом, подписанный главой московского отделения Алексеем Михайловым, «за работу по активизации деятельности региональных отделений в Уральском федеральном округе и активное участие в борьбе против нелегальной иммиграции» от 18 сентября 2008. В эти годы он вошёл в Общественную молодёжную палату при Екатеринбургской городской думе, начал сотрудничать с проправительственными молодёжными группами, включая «Молодую гвардию Единой России» и движение «Россия молодая».
В 2009 году Могучев стал партийным функционером ЛДПР и партийным координатором по работе с молодёжью в Екатеринбурге. В том же году в возрасте 21 года баллотировался в депутаты от ЛДПР, набрав менее 1 % голосов, и как самовыдвиженец, но не прошёл регистрацию.
В 2013 году пытался зарегистрироваться в депутаты Екатеринбургской городской думы от партии «Гражданская сила» сразу в шести регионах и не прошёл регистрацию.
По словам Юрия Кузьминых, бывшего главы штаба оппозиционного политика Алексея Навального в Екатеринбурге, весной 2017 года, когда штаб только начал работать и его возглавлял Виктор Бармин, Могучев пробовал установить с ними сотрудничество, рассказав, что имеет собственный канал на YouTube и готов освещать деятельность, акции и мероприятия сторонников Навального. Однако Могучеву было отказано, поскольку, как отметил Кузьминых, «он пришёл явно не волонтёром, он, возможно, хотел предложить свои услуги взамен того, чтобы его пиарили или раскручивали, потому что у штаба была большая поддержка». Примерно в это же время Могучев пытался проводить совместную работу с фондом «Город без наркотиков», познакомившись с его директором Андреем Кабановым.
После «штурма» Среднеуральского монастыря 29 декабря 2020 года СМИ сообщали об обнаруженных в ходе обысков документах, что Всеволод Могучев был масоном. Из них следует, что в конце 2013 года он был посвящён в масонство в филиале Великой ложи России (ВЛР), в 2015-м посвящён в градус мастера ложи и переведён на должность привратника, а с июля 2018 года числится в ложе ушедшим в отпуск. На одной из фотографий он стоит возле руководителя ВЛР Андрея Богданова на открытии челябинской ложи № 47 «Братская цепь» в октябре 2014 года, один из более поздних документов, упоминающий Могучева членом ложи, подписан ложей № 43 «П. П. Демидов», с которой ложа № 47, вероятно, слилась, ныне отсутствуя в реестре ВЛР. Религиовед Роман Силантьев, в свою очередь, отметил, что «тот факт, что главный помощник Сергия (Романова) оказался ещё и членом суровой челябинской масонской ложи, доводит ситуацию до полного абсурда», поскольку «когда масоны у нас борются с масонами, это выглядит совсем фантасмагорично». 4 января 2021 года корреспондент новостного агентства Ура.ру Андрей Гусельников сообщил, что неназванный представитель ВЛР по работе с электронными СМИ отрицает, что Могучев состоял в ложе в качестве «привратника ложи», поскольку «досточтимый Мастер ложи избирается каждый год, максимум — на два срока, после чего уходит на низшую должность привратника, чтобы не мешать новому руководителю. Чтобы стать привратником, надо пробыть в масонстве 7-10 лет». А документы, по словам представителя масонской организации, являются подделкой, поскольку «на любом масонском документе присутствуют три подписи и печать ложи, — рассказал он, отметив, что суммы (3000 рублей за полгода) выглядят странными. — Взнос в уральских ложах составляет 11 000 рублей в год». Представитель пояснил, что Могучев просто искал «хайповые» темы и в 2015 году приехал в Челябинск, где в это время происходило открытие ложи, чтобы встретиться с Богдановым: «Всеволода подвели к Богданову, чтобы обсудить интервью, там же Всеволод сфотографировался — для себя или для заставки к видео. Потом Богданова позвали на общее фото, а Всеволод пристроился рядом. Это фото появилось на челябинском новостном сайте, кто его „слил“, мы так и не узнали». В свою очередь, адвокат Могучева Михаил Толмачёв отрицает связь с масонством, заявляя, что это будет опровергаться в судебном порядке.

### Православный активизм

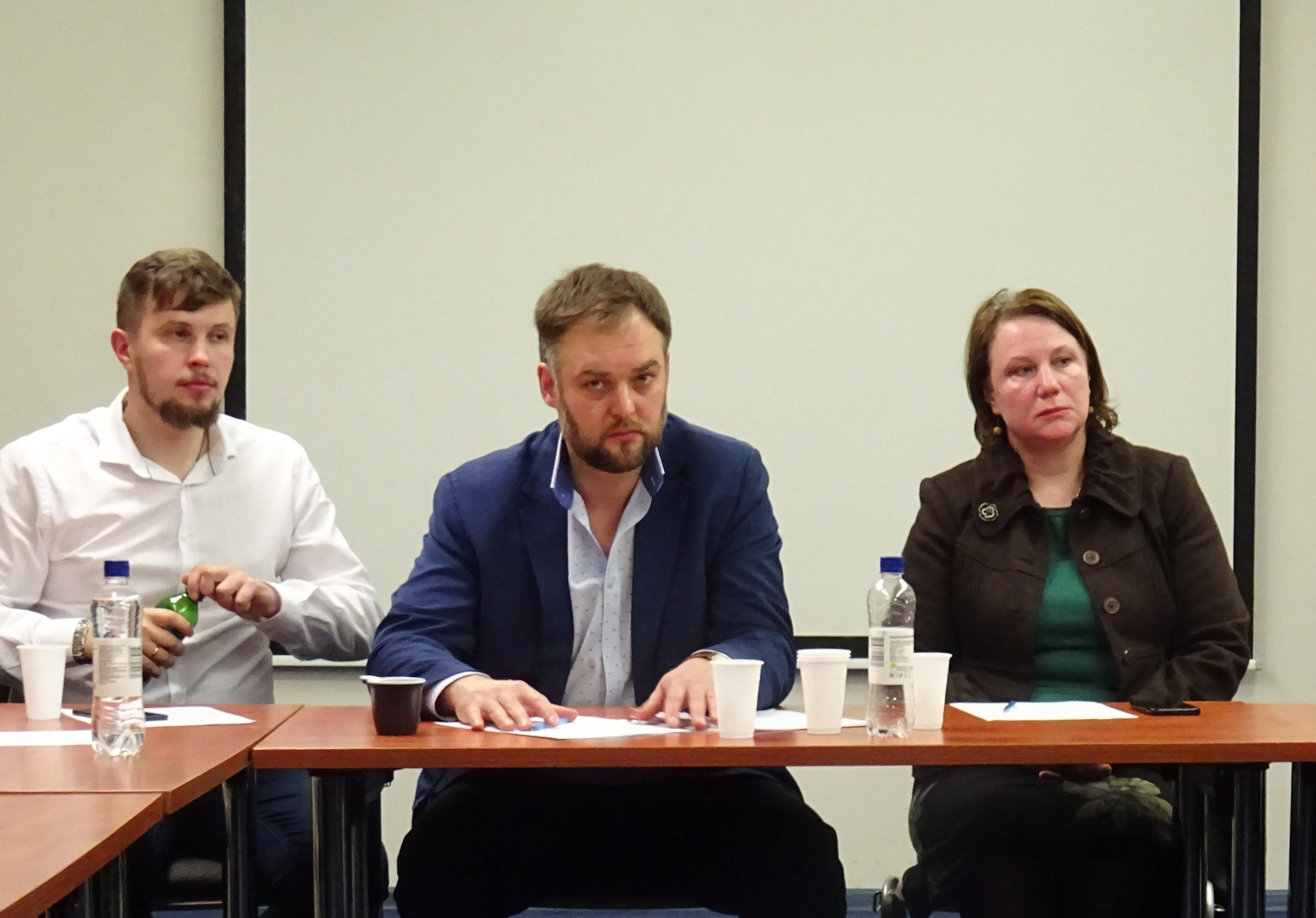
Всеволод Могучев (слева) во время встречи православных активистов с противниками строительства храма в сквере у драмтеатра. Екатеринбург, 25 сентября 2019

Весной 2019 года сторонник принятия решения о строительстве собора Святой Екатерины на Октябрьской площади, вызвавшего акции протеста. 17 марта 2019 года участвовал в молебне за возведение храма. По словам главы Музея святости, исповедничества и подвижничества на Урале в XX веке Оксаны Ивановой именно Могучев, выступивший также в качестве модератора и оператора мероприятия, устроил ей встречу-дискуссию с Кузьминых (который также это подтвердил), чтобы обсудить конфликт вокруг храма. Также в сентябре 2019 года Могучев участвовал в обсуждении омской Общественной палаты о возрождении Свято-Ильинского собора в Омске.
С этой весны стал участником православного движения «Сорок сороков». С представителями движения записал в Ново-Тихвинском женском монастыре агрессивный ролик против проводимой в Ельцин-центре дискуссии об отношении к ЛГБТ, анонсировал и другие акции против ЛГБТ. Открыл тату-салон, но позже закрыл его, сказав «Отец Сергий не благословил, это сатанинское дело».
Начиная с осени 2019 года выпустил на своём YouTube-канале 20 выпусков патриотической программы «Национальные интересы», сделанные в студии екатеринбургской телекомпании «Крик ТВ». Но закрыл программу весной 2020 года в связи с занятостью по ситуации с Сергием (Романовым).
В 2020 году взял на себя роль пресс-секретаря и пиар-менеджера схимонаха Сергия (Романова), прославившегося рядом громких скандалов, и Среднеуральского женского монастыря. Публикует проповеди Сергия и свои видеоролики на своём YouTube-канале и на странице ВКонтакте. К Сергию впервые пришёл два года назад, чтобы получить благословения на венчание с женой, которое тот дал, но венчались будущие супруги в другом месте. Журналист сетевого издания e1.ru Иван Шестак отмечает, что «до апрельских событий вокруг схимонаха Сергия у блогера было стабильное количество подписчиков — всего около 10 тысяч», хотя «только за последние 30 дней на него подписались более семи тысяч пользователей, а всего их сейчас 19,4 тысячи — с 75 роликов», а сам «канал активиста находится на 26 680-м месте в национальном рейтинге каналов».
28 августа Роскомнадзор потребовал удалить YouTube-канал Могучева, на котором размещались видеообращения Сергия, поскольку опубликованные там материалы побуждают людей к разжиганию национальной, религиозной и иной розни. В ответ Могучев создал два новых канала с перезагрузкой некоторых видеороликов. 24 января 2021 года с YouTube-канала Могучева были удалены все видеозаписи, включая проповеди Романова.

### Проблемы с законом
Осенью 2011 года Могучев был судим за мошенничество и осуждён на 1,5 года условно. По его мнению, дело сфабриковали по причине его активной гражданской позиции, он отметил это тем, что в расследовании было задействовано управление по борьбе с экстремизмом, а его сообщник не был привлечён к ответственности как рецидивист. Могучев писал жалобы генерал-лейтенанту Юрию Драгунцову, генеральному прокурору РФ Юрию Чайке, главе СК РФ Александру Бастрыкину.
В ночь на 29 декабря 2020 года, в день штурма монастыря Росгвардией, Могучев был задержан сотрудниками полиции и доставлен в Главное следственное управление Следственного комитета Российской Федерации по Свердловской области. В результате того, что он не вышел из автомобиля при задержании, сотрудниками ОВД в отношении Могучева возбуждили дело об административном правонарушении по ст. 19.3 КоАП РФ (неповиновение законному требованию сотрудника полиции), рассмотренное Ленинским районным судом Екатеринбурга, который назначил наказание в виде 5 суток административного ареста. Со стороны полиции была подана апелляция в Свердловский областной суд, направленная на ужесточение наказания. Суд вернул дело на пересмотр в Ленинский районный суд, постановив освободить Могучева в зале суда. 29 декабря Могучев пожаловался на боли и после заседания суда был доставлен на автомобиле скорой помощи в Центральную городскую клиническую больницу № 23 Екатеринбурга, где прошёл медицинский осмотр у хирурга, нейрохирурга, травматолога, а также прошёл компьютерную томографию головного мозга и сдал общий анализ мочи, и после проведения всех медицинских процедур врачи не нашли показаний для госпитализации, диагностировав множественные ушибы, и выдав ему листок нетрудоспособности с назначением амбулаторного лечения. 31 декабря Могучев, с жалобой на «отбитые внутренние органы», упал на пол и пробыл в таком состоянии до прибытия автомобиля скорой помощи, в который был вынесен на носилках. Фельдшер, поговорив по телефону с «по словам другого фельдшера, „со старшим врачом“», заявила сопровождавшим Могучева лицам: «Никуда не брать — приказ главного врача министерства здравоохранения», и что она ничего не предлагает, поскольку от неё «вообще ничего не зависит» — и стонущего Могучева вынесли и положили в здании суда, где во время перерыва между заседаниями его адвокат Михаил Толмачёв вызвал платную медицинскую помощь, бригада врачей которой раздев и осмотрев Могучева прямо в зале суда, тоже уехали. При повторном рассмотрении дела Ленинский районный суд Екатеринбурга назначил наказание в виде административного ареста на срок в 15 суток. 11 января 2021 его адвокатом была подана апелляция об обжаловании ареста, которая была отклонена судом на следующий день.
12 января Октябрьский районный суд рассмотрел в отношении Могучева новое дело и признал его виновным по ст. 20.3.1 КоАП РФ (возбуждение ненависти либо вражды, а равно унижение человеческого достоинства), приговорив к административному аресту на срок в 15 суток, который был добавлен к уже имеющемуся сроку. Основанием для процесса стал репост Могучевым 8 июня 2020 года видеоролика под названием «Отец Сергий — кто готовит рабство в России» на свою публичную страницу в социальной сети «ВКонтакте».
22 января было возбуждено аналогичное административное дело за репост другого видеоролика на Youtube. 25 января суд в Верхней Пышме на основании статьи 20.3.1 КоАП РФ назначил Могучеву административный арест на срок в 15 суток.
1 сентября задержан как фигурант возбуждённого дела по п. «в» ч. 2 ст. 282 УК РФ. Ему инкриминируется возбуждение ненависти либо вражды организованной группой по отношению к евреям, иудеям, католикам и мусульманам. Арест продлится до 20 января 2022 года.
27 января 2023 года Могучев был приговорён к 5 годам лишения свободы.

## Семья
Супруга — Алёна Могучева, родом из Тобольска и является иконописцем. А мать, по данным депутата Екатеринбургской городской думы Тимофея Жукова, организовывала паломнические туры на Святую землю. Жуков также отмечает, что после неудачной попытки устроиться вместе со своей супругой на работу к настоятелю Храма на Крови протоиерею Максиму Миняйло, Могучев получил благословение у митрополита Кирилла на открытие на базе Екатеринбургской епархии иконописной школы, однако ничего не получилось из-за того, что супруги не написали образовательную программу.